# Pastor d'Hermas

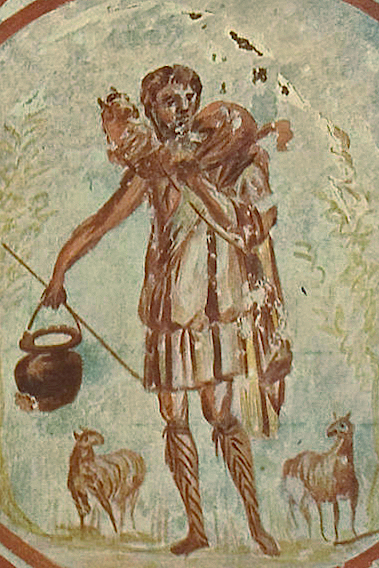
Pastor d'Hermas,.

El Pastor d'Hermas és una obra cristiana del segle ii escrita per Hermas, que no forma part del cànon neotestamentari i que va gaudir de gran autoritat durant els segles ii i iii. Tertulià i Ireneu de Lió el citen com «Escriptura», el Codex Sinaiticus el vincula al Nou Testament i en el Codex Claromontanus figura entre els Fets dels Apòstols i les cartes de Pau.

## Autor
En l'Epístola als Romans (16:14), Pau saluda als cristians de Roma entre els que cita a un anomenat Hermas a qui Orígenes considera l'autor del Pastor. Tres antics testimonis, un d'ells declara ser contemporani de la mateixa obra, afirma que Hermas era germà del papa Pius I entre els anys 140 i 155. Aquests tres testimonis són:
- El Fragment Muratorià, una compilació escrita cap a l'any 170 que constitueix el primer cànon del Nou Testament, recull:

«Quan Hermas, redactà el Pastor molt recentment, en la nostra època, a la ciutat de Roma, mentre el bisbe Pius, el seu germà, ocupava la seu de l'església de la ciutat de Roma.»
- El Catalogus Liberianus que serviria posteriorment de base per compondre el Liber Pontificalis, recull en un paràgraf datat en el 235 que:

«Sota l'episcopat de Pius, el seu germà Hermas va escriure un llibre que conté els preceptes que li entregà un àngel que se li aparegué com un Pastor.»
- Un poema contra la doctrina de Marció, escrit entre els segles iii i iv per un escriptor que adopta el nom de Tertulià i conegut com a Pseudo-Tertulià que afirma:

«Llavors, després d'ell, Pius, qui el seu germà segons la carn era Hermas, el pastor angèlic, perquè el declama les paraules que li foren donades pel àngel.»
Aquests tres testimonis semblen citar una mateixa font, l'obra perduda d'Hermas que també seria esmentada per Eusebi de Cesarea per elaborar la seva Història eclesiàstica.

## Contingut
Al començament del segle ii l'obra Hermae Pastor (ποιμήν) va circular per Roma i va adquirir gran reputació; només es conserva en traducció llatina i de l'original grec resten alguns fragments. En aquest llibre el seu autor instruïa als lectors en els deures dels cristians, el penediment, les relacions amb l'església, festes, pregàries, constància en el martiri i similars. Presenta aquests consells com a revelacions divines que li foren presentades pel seu àngel guardià que anomena pastor angelicus, del que deriva el seu nom.
El Pastor es compon de cinc visions, dotze manaments i deu paràboles. El to de l'obra ve donat per la utilització de la primera persona del singular present des de l'inici de la primera visió:
«L'amo que em crià em vengué a una tal Roda de Roma. Al cap de molts anys la vaig trobar de nou, i vaig començar a estimar-la com una germana.»
La utilització d'un llenguatge al·legòric s'estén per tota l'obra, i transmet un missatge optimista i ple d'esperança.